# Sebastián Battaglia
Sebastián Alejandro Battaglia (Santa Fé, 8 de novembro de 1980) é um treinador e ex-futebolista argentino que atuava como volante. Atualmente comanda o San Miguel.
É o jogador mais vitorioso da história do Boca Juniors, tendo conquistado 18 títulos com o clube entre 1998 e 2012. Passou a maior parte de sua carreira no clube Xeneize, mas também teve uma breve passagem pelo Villarreal. Já pela Seleção Argentina, Battaglia disputou apenas 10 jogos entre 2003 e 2009.
Ficou conhecido por ser um volante raçudo, com bom posicionamento e qualidade nos desarmes e nas roubadas de bola.

## Carreira como jogador

### Boca Juniors
Battaglia nasceu na Província de Santa Fé, e começou sua carreira na equipe B do Boca Juniors. Ele fez a sua estreia profissionalmente em 31 de maio de 1998, e rapidamente tornou-se um jogador importante para o Boca Juniors. O volante jogou por cinco anos no clube, quando, em novembro de 2003, o Villarreal, da Espanha, comprou 50% do seu passe, por 2,8 milhões de euros e adquiriu os seus serviços.

### Villarreal
O Villarreal foi considerado um excelente destino para Battaglia, já que havia uma grande quantidade de jogadores argentinos e ex-futebolistas do Boca, como Martín Palermo, Juan Román Riquelme, Diego Cagna, Rodolfo Arruabarrena e Fabricio Coloccini.
Battaglia jogou apenas uma temporada e meia no Villarreal, e nunca mostrou o mesmo futebol da época do Boca Juniors. Sua família também teve dificuldades para ajustar a nova vida na Espanha. Ele parou de jogar durante quase seis meses após uma lesão, mas decidiu retornar com a sua família para a Argentina.
Em julho de 2005, depois de algumas prolongadas negociações entre Boca Juniors e Villarreal, o volante obteve o seu desejo e voltou a jogar no Xeneize.

### Retorno ao Boca Juniors
De volta ao clube argentino, ele recuperou a sua velha forma e retomou o seu bom futebol. Tornou-se capitão da equipe e posteriormente, no dia 8 de outubro de 2005, foi convocado pela Seleção Argentina para o jogo contra o Peru, pelas eliminatórias da Copa do Mundo FIFA de 2006. Ele também foi convocado para o amistoso contra o Catar, em novembro do mesmo ano.
Em dezembro de 2011, foi constatado que Battaglia sofria de uma doença desgastante dos ossos, a osteocondrite. As dores o impediram de prosseguir sua carreira, e assim ele anunciou sua aposentadoria dos gramados no dia 4 de abril de 2013, aos 32 anos. Realizou um jogo de despedida dois anos depois, em julho de 2015, ao lado de ex-companheiros e ídolos do Boca, como Juan Román Riquelme e Martín Palermo.

## Carreira como treinador
Após ter comandado o Almagro em 2018, foi anunciado como novo treinador do Boca Juniors em agosto de 2021. O técnico permaneceu no comando do clube Xeneize até 6 de junho de 2022, quando foi demitido depois de uma eliminação para o Corinthians na Copa Libertadores da América.

## Estatísticas como jogador
Atualizadas até 17 de abril de 2012

### Clubes
| Clube             | Temporada         | Campeonato nacional | Campeonato nacional | Copa nacional[a] | Copa nacional[a] | Competições continentais[b] | Competições continentais[b] | Outros torneios[c] | Outros torneios[c] | Total | Total |
| Clube             | Temporada         | Jogos               | Gols                | Jogos            | Gols             | Jogos                       | Gols                        | Jogos              | Gols               | Jogos | Gols  |
| ----------------- | ----------------- | ------------------- | ------------------- | ---------------- | ---------------- | --------------------------- | --------------------------- | ------------------ | ------------------ | ----- | ----- |
| Boca Juniors      | 2011–12           | 1                   | 0                   | 0                | 0                | 0                           | 0                           | 0                  | 0                  | 1     | 0     |
| Boca Juniors      | Total             | 1                   | 0                   | 0                | 0                | 0                           | 0                           | 0                  | 0                  | 1     | 0     |
| Total na carreira | Total na carreira | 1                   | 0                   | 0                | 0                | 0                           | 0                           | 0                  | 0                  | 1     | 0     |

- a. ^ Jogos da Copa Argentina
- b. ^ Jogos da Copa Libertadores da América
- c. ^ Jogos amistosos

## Títulos

### Como jogador
Boca Juniors
- Torneio Apertura: 1998, 2000, 2003, 2008 e 2011
- Torneio Clausura: 1999 e 2006
- Copa Revancha: 1999, 2003 e 2009
- Copa Desafio: 1999 e 2003
- Copa Libertadores da América: 2000, 2001, 2003 e 2007
- Copa Intercontinental: 2000 e 2003
- Torneio Pentagonal de Verão: 2001, 2003, 2006 e 2009
- Copa Sul-Americana: 2005
- Recopa Sul-Americana: 2005, 2006 e 2008
- Copa Argentina: 2011–12

Villarreal
- Copa Intertoto da UEFA: 2004

### Como treinador
Boca Juniors
- Copa Argentina: 2019–20
- Copa da Liga Profissional: 2022